# Regeringen Mette Frederiksen II
 For alternative betydninger, se Regeringen Mette Frederiksen. (Se også artikler, som begynder med Regeringen Mette Frederiksen)
Regeringen Mette Frederiksen II har været Danmarks regering siden 15. december 2022. Den består af ministre fra Socialdemokratiet, Venstre og Moderaterne, hvorfor den ofte benævnes SVM-regeringen. Da regeringen tiltrådte, havde den 89 mandater og blev de facto betragtet som en flertalsregering, da den også fik støtte fra de nordatlantiske mandater. Efterhånden mistede den dog sit indenrigspolitiske flertal, da flere folketingsmedlemmer forlod regeringspartierne, sådan at de tre regeringspartier pr. april 2025 råder over 85 mandater. Regeringen ledes af statsminister Mette Frederiksen, som også ledede den foregående rent socialdemokratiske mindretalsregering.
Økonomisk har regeringsperioden været præget af en højkonjunktur med solide offentlige finanser. Inflationen var høj ved regeringens tiltrædelse, men er siden faldet til et normalt niveau. Et af regeringens tidligste og mest kontroversielle tiltag var at afskaffe store bededag som helligdag for at forøge arbejdsudbuddet. Udenrigs- og forsvarspolitik kom til at spille en stor rolle for regeringen, både på grund af Ruslands invasion af Ukraine 2022 og den efterfølgende langvarige krig og på grund af det forværrede forhold til USA efter Donald Trumps tiltræden som præsident i 2025. Det førte blandt andet til et ønske om større danske forsvarsudgifter. Blandt regeringens tiltag har i øvrigt været forskellige skattelettelser, indførelse af afgifter på landbrugets udledninger af drivhusgasser, en række forlig på uddannelsesområdet og en fusion af Region Sjælland og Region Hovedstaden til en ny Region Østdanmark som led i en sundhedsreform.

## Regeringens dannelse
Dagen efter folketingsvalget 1. november udnævnte Margrethe II ved dronningerunden Mette Frederiksen til kongelig undersøger, hvorefter hun undersøgte mulighederne for at danne en flertalsregering. Til at begynde med talte hun med alle partier, men gennem de historisk lange seks ugers regeringsforhandlinger faldt stadig flere partier fra. Forhandlingerne endte 13. december 2022, hvor Mette Frederiksen meddelte dronning Margrethe II, at Socialdemokratiet, Venstre og Moderaterne ville danne en regering. Radikale Venstre havde deltaget i forhandlingerne til og med den 13. december, og her var alle fire partier blevet enige om at danne en regering, hvor de radikale også skulle indgå. Efterfølgende mødte den radikale leder Martin Lidegaard imidlertid så stor modstand i sin folketingsgruppe imod regeringsdeltagelsen, at partiet skiftede mening og meddelte, at det ikke ville indgå i og hverken være støtteparti eller opposition til den nye regering.
Partiformændene Mette Frederiksen (S), Jakob Ellemann-Jensen (V) og Lars Løkke Rasmussen (M) fremlagde deres politik og et regeringsgrundlag på et pressemøde 14. december. Regeringen blev dannet dagen efter, hvor Margrethe II modtog den på Amalienborg og den egentlige præsentation af regeringen og dens ministre fandt sted.

### Regeringens sammensætning
Regeringen blev ved oprettelsen ledet af statsminister Mette Frederiksen, vicestatsminister og forsvarsminister Jakob Ellemann-Jensen og udenrigsminister Lars Løkke Rasmussen, der alle tre sad i det nyoprettede Udvalget for Regeringsledelse. Regeringen bestod af i alt 23 ministre, hvoraf 11 var socialdemokratiske, 7 var fra Venstre og 5 var fra Moderaterne.
Sammenlignet med forgængeren Regeringen Mette Frederiksen I oprettedes der to nye ministerier, Økonomiministeriet og Digitaliserings- og Ligestillingsministeriet, der blev forvaltet af henholdsvis Troels Lund Poulsen og Mette Bjerre, begge fra Venstre. Indenrigs- og Boligministeriet blev delt op, således at Sophie Løhde blev indenrigs- og sundhedsminister, og Pernille Rosenkrantz-Theil blev social- og boligminister. Ni socialdemokratiske ministre fra Regeringen Mette Frederiksen I blev ikke genudnævnt som ministre, da regeringenskonstellationen gik fra at være en et-partiregering til en flerpartiregering bestående af tre partier.
Det var ifølge flere medier opsigtsvækkende, at Jakob Engel-Schmidt blev udnævnt til kulturminister, fordi man forventede, at partifællen og tidligere teaterdirektør Jon Stephensen skulle indtage posten. Han blev medlem de to centrale regeringsudvalg Koordinationsudvalget og Økonomiudvalget, hvilket gav ham en central rolle i regeringens daglige koordination og politikudvikling. To af de 23 ministre, begge fra Moderaterne, var ikke medlemmer af Folketinget ved udnævnelsen. Lars Aagaard kom fra en stilling som direktør i Dansk Energi og blev klima-, energi- og forsyningsminister. Tidligere folketingsmedlem for Liberal Alliance og erhvervskvinde Christina Egelund blev uddannelses- og forskningsminister.
Der var en overvægt af mænd blandt ministrene; blot 35 % var kvinder. Otte ud af de 23 havde ikke tidligere ministererfaring. Gennemsnitsalderen var 43 år.

### Regeringsgrundlag
Regeringsgrundlaget "Ansvar for Danmark" på 58 sider indeholdt blandt andet følgende punkter:
- Forkortelse af en række kandidatuddannelser og en begrænsning af SU til kun at kunne modtages i normeret studietid
- Ambition om mindre skærmtid i skolen
- Afskaffelse af en helligdag for at øge arbejdsudbuddet
- Nedlæggelse af jobcentrene
- Trepartsforhandlinger om ekstraordinært lønløft til nogle grupper af offentligt ansatte
- Børnetilskud til fattige børnefamilier afskaffes
- Skattelettelser i både top og bund
- Ambition om at hæve den strukturelle beskæftigelse med 45.000 personer
- Danmark skal være klimaneutralt i 2045 (det hidtidige mål var 2050) og reduceret CO2-udledninger med 11 % i 2050
- En strukturkommission på sundhedsområdet skal bl.a. afklare regionernes skæbne
- Forsvarsudgifterne skal udgøre 2 % af BNP i 2030 (hidtidig tidsplan var 2033)
- Nye statslige arbejdspladser skal som udgangspunkt ligge udenfor de store byer
- Danmark skal arbejde for, at EU etablerer et modtagecenter for flygtninge udenfor Europa

## Parlamentarisk grundlag
Da regeringen tiltrådte, havde de tre regeringspartier tilsammen 89 mandater, mens de øvrige danske partier havde 86. Da tre af de nordatlantiske mandater tilhørte partier, som traditionelt var allierede med enten Socialdemokratiet eller Venstre, og også det fjerde nordatlantiske folketingsmedlem, Aaja Chemnitz fra Inuit Ataqatigiit, meddelte, at hun støttede regeringen, blev den fra starten i medierne almindeligvis omtalt som en flertalsregering - den første i Danmark, siden Poul Nyrup Rasmussen i 1993 dannede sin første regering.
Regeringens mandattal skrumpede imidlertid, da først Jon Stephensen i august 2023 og siden Mike Fonseca i november samme år forlod Moderaternes folketingsgruppe for at blive løsgængere. Dermed forsvandt regeringens indenrigspolitiske flertal umiddelbart. Regeringen offentliggjorde imidlertid få dage efter Fonsecas afgang en aftale med Jon Stephensen, ifølge hvilken Stephensen blev en del af regeringens valgforbund og dermed igen sikrede dens indenrigspolitiske flertal. Regeringen mistede imidlertid sit indenrigspolitiske flertal i marts 2024, da venstremanden Mads Fuglede skiftede parti til Danmarksdemokraterne. I august 2024 kom regeringspartierne igen op på 87 mandater, da Christian Friis Bach skiftede fra Radikale Venstre til Venstre. Det varede dog kun en måned, da Jeppe Søe i september forlod Moderaterne for at blive løsgænger. I februar 2025 blev regeringens mandattal yderligere mindsket, da Karin Liltorp forlod Moderaterne for senere at tilslutte sig Alternativet. Dermed rådede regeringen over 85 mandater udover de nordatlantiske folketingsmedlemmer.

## Initiativer

### Økonomisk politik
Regeringen trådte til i en højkonjunktur med høj inflation som følge af stærkt stigende energipriser i kølvandet på Ukrainekrigen. Blandt dens første initiativer var derfor en aftale om særlig inflationshjælp til udvalgte befolkningsgrupper. I øvrigt prioriterede regeringen i regeringsgrundlaget en forøgelse af den strukturelle beskæftigelse med 45.000 personer. En del af denne stigning skulle komme ved at afskaffe store bededag som helligdag fra 2024. Afskaffelsen blev vedtaget i Folketinget i februar 2023 med regeringens og Radikale Venstres stemmer. Beslutningen skabte voldsom modstand i blandt andet fagbevægelsen. Fagbevægelsens Hovedorganisation organiserede således en underskriftsindsamling, der blev Danmarkshistoriens største med 47.000 underskrifter imod forslaget. Afskaffelsen af store bededag vurderedes at være hovedårsagen til regeringens vedvarende meget dårlige meningsmålinger i forhold til valgresultatet i 2022.
I december 2023 indgik regeringen en aftale med De Konservative, De Radikale, Danmarksdemokraterne og Nye Borgerlige om en skattereform, der lettede forskellige skatter med i alt 10 mia. kr. Beskæftigelsesfradraget blev hævet, hvilket gav en skattelettelse til personer i arbejde, og topskatten blev lempet fra 2026, idet en del af den blev omlagt til en såkaldt mellemskat på 7,5 % i stedet for topskattens 15 %. Samtidig blev der indført en ny toptopskat på 5 % for personer med arbejdsindkomst på over 2½ millioner kr. om året. Desuden blev bundgrænsen for boafgiften forøget fra 321.000 kr. til 375.000 kr., og ældre fik et ekstra beskæftigelsesfradrag i de to sidste år før pensionsalderen.
Regeringen offentliggjorde i november 2023 en ny mellemfristet 2030-plan, der indeholdt regeringens økonomiske prioriteter og fremskrivning af den økonomiske situation frem mod 2030. Blandt hovedprioriteterne var styrket forsvar og støtte til Ukraine, grøn omstilling, frisættelse af den offentlige sektor, en ny iværksætterstrategi og en indsats på forskellige specifikke velfærdsområder, især uddannelse og sundhedsvæsen. Det finanspolitiske råderum blev opjusteret adskillige gange i løbet af regeringens levetid (to gange i 2023, derefter i maj 2024 og efterfølgende i februar 2025, blandt andet på grund af reviderede og mere positive skøn for den strukturelle beskæftigelse. Opjusteringerne medførte, at der var plads til at afholde flere offentlige udgifter end tidligere skønnet.
I august 2024 meddelte Mette Frederiksen overraskende, at hun ønskede at genforhandle indekseringen af aldersgrænserne for folkepension fra velfærdsaftalen i 2006, så den blev mere "socialt retfærdig", og pensionsalderen ikke skulle stige så hurtigt for alle som hidtil planlagt. Hun understregede, at hun udtalte sig som leder af Socialdemokratiet, og at meldingen ikke var udtryk for regeringens politik. De to andre regeringspartier hilste debatten velkommen, men opfordrede til en bredere debat om tilbagetrækningen.

#### Finanslove
På grund af folketingsvalget og de langvarige regeringsforhandlinger blev en aftale om finansloven for 2023 helt usædvanligt først indgået i april 2023. Udover regeringen indgik Socialistisk Folkeparti, Liberal Alliance, Radikale Venstre og Dansk Folkeparti i forliget. I en situation med høj inflation og en højkonjunktur med pres på arbejdsmarkedet lagde finansloven vægt på at være stram og dæmpe den økonomiske aktivitet. Finansloven bød derfor ikke på store udgiftskrævende tiltag. Blandt de prioriterede tiltag var en flerårig aftale om midler til skattevæsenets administration, et løft af domstolene, ekstra orlov til forældre med tvillinger og en styrkelse af Klimarådets arbejde. Syv måneder senere blev finanslovsforliget for 2024 vedtaget af et meget bredt flertal, nemlig alle Folketingets partier bortset fra Enhedslisten. Blandt de største initiativer var 400 mio. kr. til psykiatrien og 105 mio. kr. årligt i 2024 og 2025 til en akutpakke for vandmiljøet. I november 2024 indgik regeringen forlig med SF og de radikale om finansloven for 2025. Det afsatte blandt andet midler til en forsøgsordning med skolemad i grundskolen og 400 mio. kr. til en skattelettelse i form af et nyt håndværkerfradrag og udvidelse af det eksisterende servicefradrag. Samtidig indeholdt finansloven en besparelse på 1.000 årsværk i den statslige administration, blandt andet i Forsvarsministeriet og Fødevareministeriet.

### Udenrigs-, sikkerheds- og forsvarspolitik
Udenrigs- og sikkerhedspolitik kom til at spille en usædvanlig stor rolle i regeringens arbejde. Ruslands invasion af Ukraine i januar 2022 og vigtigheden af at støtte Ukraine og styrke forsvaret blev fremhævet i regeringsgrundlaget. I maj 2023 fremlagde regeringen en ny "Udenrigs- og sikkerhedspolitisk strategi 2023", hvor den forværrede sikkerhedspolitiske situation i Europa blev fremhævet. En måned senere indgik regeringen et bredt tiårigt forsvarsforlig med syv oppositionspartier (SF, Danmarksdemokraterne, Liberal Alliance, Konservative, Radikale, Dansk Folkeparti og Nye Borgerlige). Det var et rammeforlig, der fastslog, at Danmark fra 2030 skulle bruge 2 % af BNP årligt på forsvar og sikkerhed i pagt med NATO's målsætning. Aftalen indebar derfor flere penge til forsvaret, samtidig med at der planlagdes flere fremtidige delaftaler samt halvårlige statusmøder mellem forligspartierne. En selvstændig delaftale i april 2024 hævede således værnepligten til 11 måneder og indførte samtidig fuld ligestilling i værnepligten, så den fremover også gjaldt kvinder.
I sommeren 2023 opstod den såkaldte korankrise, efter at danske og svenske aktivister havde gennemført en række afbrændinger af Koranen foran udenlandske ambassader i Danmark og Sverige. En række muslimske lande som Tyrkiet, Egypten og Saudi-Arabien klagede diplomatisk over afbrændingerne, og Den Islamiske Samarbejdsorganisation IOC tog sagen op. Situationen blev  betragtet som en potentielt alvorlig udenrigspolitisk krise. Udenrigsministeriet aktiverede sin særlige krisestab, og Politiets Efterretningstjeneste meddelte, at afbrændingerne havde hævet terrortruslen mod Danmark. Krisen førte til, at regeringen i december 2023 sammen med De Radikale vedtog den såkaldte Koranlov, et tillæg til Straffeloven, som forbød afbrænding og lignende utilbørlig behandling af religiøse skrifter som Bibelen, Koranen og Torahen.
Valget af Donald Trump til USA's præsident i november 2024 medførte flere udenrigspolitiske udfordringer. Trump gentog vedholdende sit tidligere ønske om at gøre Grønland til en del af USA og ville hverken afvise økonomisk eller militær tvang for at nå målet. USA's gentagne udtalelser om Grønland medførte den såkaldte Grønlandskrise, som af forskere blev kaldt Danmarks største udenrigspolitiske krise i årtier. Samtidig stillede Trump spørgsmålstegn ved NATO-alliancen og satte med en række dramatiske og modstridende udmeldinger i foråret 2025 om nye toldsatser gang i en kaotisk handelskrig med såvel EU som USA's øvrige handelspartnere. I januar 2025 sagde Mette Frederiksen, at der var behov for at øge forsvarsudgifterne udover den hidtidige besluttede stigning til 2 % af BNP og nævnte, at Danmark var parat til en stigning til mellem 3 og 4 % af BNP.
I 2023 indgik regeringen den såkaldte baseaftale med USA, der ville give amerikanske soldater en række nye beføjelser, når de befandt sig på dansk jord. Efter valget af Donald Trump til amerikansk præsident og den efterfølgende negative udvikling i forholdet mellem USA og Danmark til et historisk lavpunkt blev aftalen, der endnu ikke var ratificeret, udsat for stigende kritik, og ifølge en meningsmåling var de fleste danskere imod aftalen, da den blev førstebehandlet i Folketinget i april 2025.

### Klimapolitik
Ved regeringens tiltræden var landbrugets udledninger af drivhusgasser de sidste større danske udledninger, der ikke var reguleret. På basis af Svarer-udvalgets anbefalinger i februar 2024 om at indføre CO2e-afgift i landbruget indledte regeringen såkaldte "grønne trepartsforhandlinger" med blandt andet Landbrug & Fødevarer og Danmarks Naturfredningsforening. I juni 2024 nåede disse trepartsforhandlinger frem til enighed, og i november 2024 indgik regeringen en aftale med SF, Konservative, Radikale og Liberal Alliance om implementering heraf. Aftalen indeholdt verdens første CO2-afgift på landbruget, som dog først skulle indføres fra 2030 og netto indebar en afgift på 300 kr. pr. ton CO2e i 20235, hvor afgiften er fuldt indfaset. Landbruget slap dermed noget billigere end industrien, hvor den tilsvarende afgift vil være på 750 kr. fra 2030. Samtidig forudsatte aftalen en reduktion af udledningerne af kvælstof i vandmiljøet, dog uden at nå målene i EU's vandrammedirektiv, samt en udtagelse af 10 % af Danmarks landbrugsjord til natur og skovrejsning og etablering af seks nye naturnationalparker. Aftalen afsatte 43 mia. kr. til opkøb og omlægning af landbrugsjord. Klimarådet vurderede i sin statusrapport i februar 2025 for første gang, at Danmark havde udsigt til at nå sine klimamål i såvel 2025 som 2030. Målopfyldelsen skyldtes delvis den grønne trepartsaftale, men også, at reviderede tal for de danske skove og jorders drivhusgas-udledninger har reduceret opgørelsen af de samlede danske udledninger.
På andre områder stødte regeringens planer for grøn omstilling dog på forhindringer. Et stort planlagt udbud af havvindenergi måtte opgives i december 2024, fordi ingen selskaber bød ind på planerne. Desuden måtte regeringen udskyde sine prestigeprojekter i form af energiøer i Nordsøen og på Bornholm, fordi det var svært at få dem finansieret hos private aktører.

### Uddannelsespolitik
Regeringen har ændret stort set hele uddannelsesområdet i form af en række forskellige forlig. I juni 2023 indgik den en aftale med SF, Danmarksdemokraterne, Liberal Alliance og Det Konservative Folkeparti om en reform af universitetsuddannelserne, som blandt andet indebar, at ca. 30 % af kandidatuddannelserne på universiteterne skulle forkortes fra 2-årige til at vare 1¼ studieår, samtidig med at de resulterende nye kandidatuddannelser skulle have et kvalitetsløft og få ekstra muligheder for senere videreuddannelse. Tilgangen til bacheloruddannelser på universiteterne skulle desuden beskæres med 8 % fra 2025. Formålet var at få flere unge til at søge ind på professionsuddannelser som de klassiske velfærdsuddannelser.
I november 2023 indgik alle Folketingets partier en aftale om at tilføre flere penge til FGU-uddannelserne, som ifølge aftaleteksten var hovedvejen til videre uddannelse eller beskæftigelse for de 43.000 unge mellem 15 og 24 år, som stod udenfor enten uddannelses- eller arbejdsmarkedet. Samtidig fik institutionerne, der udbyder FGU, mere frie rammer. I marts 2024 fulgte et folkeskoleforlig mellem regeringen, Liberal Alliance, Det Konservative Folkeparti, Radikale Venstre og Dansk Folkeparti. Hovedprincippet i aftalen var at reducere den centrale styring af folkeskolen, så flere beslutninger kunne træffes lokalt. De yngste elever fik en kortere skoledag og de ældste større valgfrihed til at påvirke deres skema. Desuden blev der frigivet midler til at investere i bedre faglokaler og flere fysiske bøger.
I februar 2025 indgik regeringen en aftale med SF og Dansk Folkeparti om gymnasieuddannelserne. Ifølge aftalen skulle den hidtidige hf-uddannelse afskaffes fra 2030, hvor i stedet en ny toårig gymnasial uddannelse epx (erhvervs- og professionsrettet gymnasieuddannelse) skulle indføres. Den fik et generelt karakterkrav på 2 i snit fra grundskolen, hvor hf havde haft et krav på 4. Samtidig blev karakterkravet på de øvrige gymnasiale uddannelser (stx, htx og hhx) hævet fra 5 til 6. Epx blev i højere grad målrettet erhvervsuddannelser (EUD) end det gamle hf, men skulle også fortsat give adgang til videregående uddannelser, evt. efter supplering. Intentionen med reformen var at få flere unge ind på en gymnasial uddannelse, men samtidig sådan, at flere ville gennemføre den toårige epx og færre de treårige gymnasiale uddannelser. Samtidig afskaffedes 10. klasse udenfor efterskoleregi. Måneden efter indgik regeringen en aftale med Danmarksdemokraterne, Socialistisk Folkeparti, Liberal Alliance, Det Konservative Folkeparti, Enhedslisten, Dansk Folkeparti og Alternativet om de professions- og erhvervsrettede videregående uddannelser. De fleste professionsuddannelser blev forkortet med ca. tre måneder, men aftalen tilførte samtidig uddannelserne ca. 2 mia. ekstra kroner til forbedring af kvaliteten, ikke mindst af praktikophold. Samtidig medførte aftalen oprettelse af 800 ekstra engelsksprogede uddannelsespladser på de såkaldte STEM-uddannelser udenfor København og Aarhus.

### Andre tiltag
I december 2023 blev der indgået en trepartsaftale mellem regeringen, KL, Danske Regioner, FH og Akademikerne om ekstraordinære lønløft til udvalgte grupper af offentligt ansatte, især i sundheds- og ældreplejen, pædagoger og socialpædagoger samt fængelsbetjente og andre ansatte i Kriminalforsorgen. Aftalen var meget usædvanlig, fordi den gik udenom den normale aftalemodel på det offentlige område, og det indgik derfor også i aftalen, at der var tale om en engangsforeteelse.
I november 2024 blev regeringen enige med Danmarksdemokraterne, SF, Konservative og Radikale Venstre om en sundhedsreform. Blandt de vigtige elementer var en fusion af Region Sjælland og Region Hovedstaden til en ny Region Østdanmark for at skabe bedre lægedækning på Sjælland og øerne. Det blev også besluttet at oprette 17 nye sundhedsråd, hvor både regioner og kommuner har sæde, og reformen stillede flere økonomiske midler til rådighed, blandt andet til investeringer i sygehuse, udstyr, it og borgernære sundhedstilbud.
I april 2025 blev der aftalt en beskæftigelsesreform mellem regeringen, Radikale, Dansk Folkeparti, Konservative og Liberal Alliance. Reformen blev kaldt den største på området i årtier. Den indebar en besparelse på 2,7 mia. kr. på den offentlige beskæftigelsesindsats. Kommunerne fik større frihed til selv at tilrettelægge deres indsats overfor ledige. Regeringen havde oprindelig ønsket at afskaffe jobcentrene helt, men i sidste ende blev det gjort frivilligt for de enkelte kommuner, om de ville opretholde de eksisterende centre. Aftalen var en såkaldt stemmeaftale og ikke et officielt forlig.

## Ministre i regeringen
| Nr. | Ressortområde | Minister | Minister                                          | Tiltrådt posten   | Forlod posten     | Parti             | Valgt som                                                                                              |
| --- | --- | -------- | ------------------------------------------------- | ----------------- | ----------------- | ----------------- | --- |
| 1   | Statsminister |          | Mette Frederiksen                                 | 15. december 2022 | Nuværende         | Socialdemokratiet | MF |
| -   | Vicestatsminister |          | Jakob Ellemann-Jensen                             | 15. december 2022 | 23. oktober 2023  | Venstre           | MF |
| -   | Vicestatsminister |          | Troels Lund Poulsen                               | 23. oktober 2023  | Nuværende         | Venstre           | MF |
| 2   | Forsvarsminister |          | Jakob Ellemann-Jensen                             | 15. december 2022 | 22. august 2023   | Venstre           | MF |
| 2   | Forsvarsminister |          | Troels Lund Poulsen (fungerende forsvarsminister) | 6. februar 2023   | 1. august 2023    | Venstre           | MF, fungerende forsvarsminister grundet Jakob Ellemann-Jensens sygemelding                             |
| 2   | Forsvarsminister |          | Troels Lund Poulsen                               | 22. august 2023   | Nuværende         | Venstre           | MF |
| 3   | Udenrigsminister |          | Lars Løkke Rasmussen                              | 15. december 2022 | Nuværende         | Moderaterne       | MF |
| 4   | Finansminister |          | Nicolai Wammen                                    | 15. december 2022 | Nuværende         | Socialdemokratiet | MF |
| 5   | Økonomiminister |          | Troels Lund Poulsen                               | 15. december 2022 | 22. august 2023   | Venstre           | MF |
| 5   | Økonomiminister |          | Jakob Ellemann-Jensen                             | 22. august 2023   | 23. oktober 2023  | Venstre           | MF |
| 5   | Økonomiminister |          | Troels Lund Poulsen                               | 23. oktober 2023  | 23. november 2023 | Venstre           | MF |
| 5   | Økonomiminister |          | Stephanie Lose                                    | 23. november 2023 | Nuværende         | Venstre           | Regionrådsformand for Region Syddanmark                                                                |
| 6   | Indenrigs- og sundhedsminister |          | Sophie Løhde                                      | 15. december 2022 | Nuværende         | Venstre           | MF |
| 7   | Justitsminister |          | Peter Hummelgaard                                 | 15. december 2022 | Nuværende         | Socialdemokratiet | MF |
| 8   | Kulturminister |          | Jakob Engel-Schmidt                               | 15. december 2022 | Nuværende         | Moderaterne       | MF |
| 9   | Erhvervsminister |          | Morten Bødskov                                    | 15. december 2022 | Nuværende         | Socialdemokratiet | MF |
| 10  | Miljøminister (fra 29. august 2024 tillige minister for ligestilling) |          | Magnus Heunicke                                   | 15. december 2022 | Nuværende         | Socialdemokratiet | MF |
| 11  | Beskæftigelsesminister |          | Ane Halsboe-Jørgensen                             | 15. december 2022 | Nuværende         | Socialdemokratiet | MF |
| 12  | Børne- og undervisningsminister |          | Mattias Tesfaye                                   | 15. december 2022 | Nuværende         | Socialdemokratiet | MF |
| 13  | Udlændinge- og integrationsminister |          | Kaare Dybvad Bek                                  | 15. december 2022 | Nuværende         | Socialdemokratiet | MF |
| 14  | Minister for Grøn Trepart |          | Jeppe Bruus                                       | 29. august 2024   | Nuværende         | Socialdemokratiet | MF |
| 15  | Minister for fødevarer, landbrug og fiskeri |          | Jacob Jensen                                      | 15. december 2022 | Nuværende         | Venstre           | MF |
| 16  | Transportminister |          | Thomas Danielsen                                  | 15. december 2022 | Nuværende         | Venstre           | MF |
| 17  | Uddannelses- og forskningsminister |          | Christina Egelund                                 | 15. december 2022 | Nuværende         | Moderaterne       | Erhvervskvinde                                                                                         |
| 18  | Ældreminister |          | Mette Kierkgaard                                  | 15. december 2022 | Nuværende         | Moderaterne       | MF |
| 19  | Klima-, energi- og forsyningsminister |          | Lars Aagaard                                      | 15. december 2022 | Nuværende         | Moderaterne       | Erhvervs- og organisationsmand                                                                         |
| 20  | Europaminister |          | Marie Bjerre                                      | 29. august 2024   | Nuværende         | Venstre           | MF |
| 21  | Kirkeminister, minister for landdistrikter og minister for nordisk samarbejde 23. november 2023 ændredes titlen til: minister for byer og landdistrikter, Kirkeminister og minister for nordisk samarbejde |          | Louise Schack Elholm                              | 15. december 2022 | 23. november 2023 | Venstre           | MF |
| 21  | Kirkeminister, minister for landdistrikter og minister for nordisk samarbejde 23. november 2023 ændredes titlen til: minister for byer og landdistrikter, Kirkeminister og minister for nordisk samarbejde |          | Morten Dahlin                                     | 23. november 2023 | Nuværende         | Venstre           | MF |
| 22  | Minister for samfundssikkerhed og beredskab |          | Torsten Schack Pedersen                           | 29. august 2024   | Nuværende         | Venstre           | MF |
| 23  | Social- og boligminister |          | Pernille Rosenkrantz-Theil                        | 15. december 2022 | 29. august 2024   | Socialdemokratiet | MF |
| 23  | Social- og boligminister |          | Sophie Hæstorp Andersen                           | 29. august 2024   | Nuværende         | Socialdemokratiet | Overborgmester                                                                                         |
| 24  | Skatteminister |          | Jeppe Bruus                                       | 15. december 2022 | 29. august 2024   | Socialdemokratiet | MF |
| 24  | Skatteminister |          | Rasmus Stoklund                                   | 29. august 2024   | Nuværende         | Socialdemokratiet | MF |
| 25  | Digitaliseringsminister og minister for ligestilling |          | Marie Bjerre                                      | 15. december 2022 | 23. november 2023 | Venstre           | MF |
| 25  | Digitaliseringsminister og minister for ligestilling |          | Mia Wagner                                        | 23. november 2023 | 7. december 2023  | Venstre           | Erhvervskvinde                                                                                         |
| 25  | Digitaliseringsminister og minister for ligestilling |          | Marie Bjerre                                      | 7. december 2023  | 29. august 2024   | Venstre           | MF |
| 25  | Digitaliseringsminister og minister for ligestilling |          | Caroline Stage Olsen                              | 29. august 2024   | Nuværende         | Moderaterne       | Særlig rådgiver                                                                                        |
| -   | Minister uden portefølje med henblik på ledelsen af de under Økonomiministeriet hørende forretninger |          | Stephanie Lose                                    | 9. marts 2023     | 1. august 2023    | Venstre           | Regionrådsformand for Region Syddanmark, udnævnt som aflastning for økonominister Troels Lund Poulsen. |
| -   | Minister for udviklingssamarbejde og global klimapolitik |          | Dan Jørgensen                                     | 15. december 2022 | 29. august 2024   | Socialdemokratiet | MF |

## Ændringer af regeringen

### 6. februar 2023
Grundet Jakob Ellemann-Jensens sygeorlov blev Troels Lund Poulsen udnævnt som fungerende forsvarsminister.

### 9. marts 2023
Stephanie Lose indtrådte i regeringen som "minister uden portefølje med henblik på ledelsen af de under Økonomiministeriet hørende forretninger" til aflastning af økonominister Troels Lund Poulsen, mens han også var fungerende forsvarsminister.

### 1. august 2023
Som følge af Jakob Ellemann-Jensens raskmelding ophørte Troels Lund Poulsen med at være fungerende forsvarsminister, og Stephanie Lose udtrådte af regeringen igen.

### 22. august 2023
Blot 3 uger efter Jakob Ellemann-Jensen vendte retur fra sin sygemelding foretages på hans foranledning en ændring af ministrenes ressortområder ved en kongelig resolution. Troels Lund Poulsen overtog som forsvarsminister, mens Jakob Ellemann-Jensen overtog som økonomiminister. Jakob Ellemann-Jensen fortsatte som vicestatsminister.

### 23. oktober 2023
Den 23. oktober 2023 annoncerede Jakob Ellemann-Jensen, at han forlader dansk politik, og i den forbindelse overtog Troels Lund Poulsen igen økonomiministeriet. Han blev samtidig udnævnt som vicestatsminister, og fortsatte yderligere som forsvarsminister.

### 23. november 2023
Efter at Troels Lund Poulsen var tiltrådt som ny formand for Venstre 18. november 2023, fulgte der en udskiftning af flere af Venstres ministre i regeringen 23. november:
- Stephanie Lose, næstformand i Venstre og regionsrådsformand for Region Syddanmark, blev ny økonomiminister efter Troels Lund Poulsen. Lund Poulsen fortsatte som forsvarsminister og vicestatsminister.
- Mia Wagner, kendt i offentligheden fra tv-programmet Løvens Hule, afløste Marie Bjerre som digitaliserings- og ligestillingsminister. Wagner havde ikke tidligere været kendt som politiker, og da hun blev minister, havde hun kun været medlem af Venstre "i en uges tid."
- Morten Dahlin, som netop var gået på barselsorlov fra Folketinget 20. november efter at have været politisk ordfører for Venstre, blev ny minister for byer og landdistrikter, kirkeminister og minister for nordisk samarbejde i stedet for Louise Schack Elholm.

### 7. december 2023
Mia Wagner forlader regeringen af helbredsmæssige årsager. Marie Bjerre genindtræder i regeringen som digitaliserings- og ligestillingsminister.

### 29. august 2024
Der gennemførtes en ministerrokade, hvor der oprettedes tre nye ministerier: Ministeriet for Samfundssikkerhed og Beredskab med Torsten Schack Pedersen som minister, Ministeriet for Grøn Trepart med Jeppe Bruus som minister samt Ældreministeriet med Mette Kierkgaard, der fortsatte som ældreminister. Tillige blev der oprettet en post som Europaminister, som gik til Marie Bjerre, da Danmark overtager EU-formandskabet i 2025. Europaministeren betjenes af Udenrigsministeriet. Dan Jørgensen blev af Mette Frederiksen dagen før indstillet som ny, dansk EU-kommissær og posten som minister for udviklingssamarbejde og global klimapolitik blev nedlagt, og sager vedrørende udviklingssamarbejde blev henlagt under udenrigsministeren og sager vedrørende global klimapolitik blev henlagt under klima-, energi- og forsyningsministeren. Som følge af rokaden blev Caroline Stage Olsen ny digitaliseringsminister, Rasmus Stoklund ny skatteminister og Sophie Hæstorp Andersen ny social- og boligminister. Hidtidig social- og boligminister Pernille Rosenkrantz-Theil udtrådte af regeringen som følge af rokaden.

## Fodnoter
1. ↑  Da regeringen tiltrådte var det med 89 mandater en de facto flertalsregering, da den foruden de 89 mandater  også blev støttet af mindst 3 nordatlantiske mandater. Den 19. marts 2024 mistede regeringen dog sit indenrigspolitiske flertal, da Mads Fuglede meldte sig ud af Venstre.[1]
2. ↑  Det bliver undertiden overset, at kulturministre ofte har været medlem af centrale regeringsudvalg i Danmark (fx kulturministre som Mimi Jakobsen og Brian Mikkelsen).[14]
3. 1 2  Besad tidligere den samme ministerpost i regeringen Mette Frederiksen I siden den 27. juni 2019.
4. ↑  Besad tidligere den samme ministerpost i regeringen Mette Frederiksen I siden d. 2. maj 2022.